# Самохвалова, Тамара Викторовна
Тама́ра Ви́кторовна Самохва́лова (в девичестве Давыде́нко; род. 8 июня 1975, Пинск) — белорусская гребчиха, выступала за сборную Белоруссии по академической гребле в 1990-х — 2000-х годах. Бронзовый призёр летних Олимпийских игр в Атланте, обладательница двух бронзовых медалей чемпионатов мира, победитель Игр доброй воли 1994 года, многократная победительница и призёр этапов Кубка мира, республиканских и молодёжных регат. На соревнованиях представляла спортивное общество «Динамо», заслуженный мастер спорта Республики Беларусь.

## Биография
Тамара Давыденко родилась 8 июня 1975 года в городе Пинске Брестской области Белорусской ССР. Активно заниматься академической греблей начала в возрасте четырнадцати лет, проходила подготовку в местной специализированной детско-юношеской школе олимпийского резерва, позже состояла в минском физкультурно-спортивном обществе «Динамо».
В основном составе белорусской национальной сборной дебютировала в сезоне 1993 года, когда побывала на молодёжном чемпионате мира в Норвегии, где заняла седьмое место в распашных четвёрках, и позже на взрослом мировом первенстве в чешском городе Рачице, где финишировала пятой в распашных восьмёрках с рулевой. Год спустя в распашной восьмёрке одержала победу на Играх доброй воли в Санкт-Петербурге и съездила на чемпионат мира в американский Индианаполис — была там девятой в двойках и пятой в восьмёрках. Ещё через год соревновалась на первенстве мира в финском Тампере, выиграла бронзовую медаль в четвёрках и показала пятый результат в восьмёрках.
Благодаря череде удачных выступлений Давыденко удостоилась права защищать честь страны на летних Олимпийских играх 1996 года в Атланте — в составе команды, куда также вошли гребчихи Марина Знак, Наталья Волчек, Наталья Стасюк, Елена Микулич, Валентина Скрабатун, Наталья Лавриненко, Александра Панькина и рулевая Ярослава Павлович, завоевала в программе распашных восьмёрок бронзовую медаль, пропустив вперёд только экипажи из Румынии и Канады. За это достижение по итогам следующего сезона удостоена почётного звания «Заслуженный мастер спорта Республики Беларусь».
На различных этапах Кубка мира 1997 и 1998 годов Давыденко неоднократно становилась победительницей и призёркой, на чемпионате мира во французской Савойе в распашных двойках пришла к финишу восьмой, а в восьмёрке заняли 4 место, на чемпионате мира в Кёльне была четвёртой в четвёрках и пятой в восьмёрках.
В 2004 году (уже под фамилией Самохвалова) выиграла бронзовую медаль на чемпионате мира в испанском Баньолесе, в программе распашных четвёрок. Год спустя на мировом первенстве в японском Кайдзу выступала сразу в двух дисциплинах, в двойках и восьмёрках: в первом случае заняла пятое место, во втором — седьмое. В сезоне 2006 года выступила на чемпионате мира в британском Итоне, в итоговом протоколе расположилась на четвёртой позиции в четвёрках и на одиннадцатой в восьмёрках. Вскоре после этих соревнований приняла решение завершить карьеру профессиональной спортсменки, уступив место в сборной молодым белорусским гребчихам.